# Stan Pijnenburg
Stan Pijnenburg (4 novembre 1996) è un nuotatore olandese.

## Biografia
Ai campionati europei di Glasgow 2018 ha vinto la medaglia d'argento nella staffetta mista 4x100 metri stile libero, gareggiando con i connazionali Nyls Korstanje, Femke Heemskerk, Ranomi Kromowidjojo, Kyle Stolk e Kira Toussaint.
Ai campionati mondiali di nuoto in vasca corta di Hangzhou 2018 ha vinto la medaglia d'argento nella staffetta 4x50 metri stile libero mista.
Ai campionati mondiali di nuoto di Doha 2024 ha vinto la medaglia d'argento nella staffetta 4x100 metri stile libero.

## Palmarès
| Anno | Manifestazione          | Sede      | Evento          | Risultato | Prestazione | Note |
| ---- | ----------------------- | --------- | --------------- | --------- | ----------- | ---- |
| 2018 | Europei                 | Glasgow   | 4x100m sl mista | Argento   | 3'23"97     |      |
| 2018 | Mondiali in vasca corta | Hangzhou  | 4x50 m sl mista | Argento   | 1'28"51     |      |
| 2020 | Europei                 | Budapest  | 4x100m sl mista | Argento   | 3'22"26     |      |
| 2021 | Europei in vasca corta  | Kazan'    | 200m sl         | Bronzo    | 1'42"51     |      |
| 2021 | Europei in vasca corta  | Kazan'    | 4x50m sl        | Oro       | 1'22"89     |      |
| 2021 | Europei in vasca corta  | Kazan'    | 4x50m misti     | Bronzo    | 1'32"16     |      |
| 2021 | Europei in vasca corta  | Kazan'    | 4x50m sl mista  | Oro       | 1'28"93     |      |
| 2021 | Mondiali in vasca corta | Abu Dhabi | 4x50 m sl       | Bronzo    | 1'23"78     |      |
| 2022 | Mondiali in vasca corta | Melbourne | 4x50 m sl       | Bronzo    | 1'23"75     |      |
| 2022 | Mondiali in vasca corta | Melbourne | 4x50 m sl mista | Bronzo    | 1'28"53     |      |
| 2024 | Mondiali                | Doha      | 4x100m misti    | Argento   | 3'31"23     |      |

## International Swimming League
| Stagione 2021 |
| ------------- |
| NY Breakers   |